# Pseudoanthidium melanurum
Pseudoanthidium melanurum är en biart som först beskrevs av Johann Christoph Friedrich Klug 1832.  Pseudoanthidium melanurum ingår i släktet Pseudoanthidium och familjen buksamlarbin. Inga underarter finns listade i Catalogue of Life.